# هيبوليتوس (مسرحية)

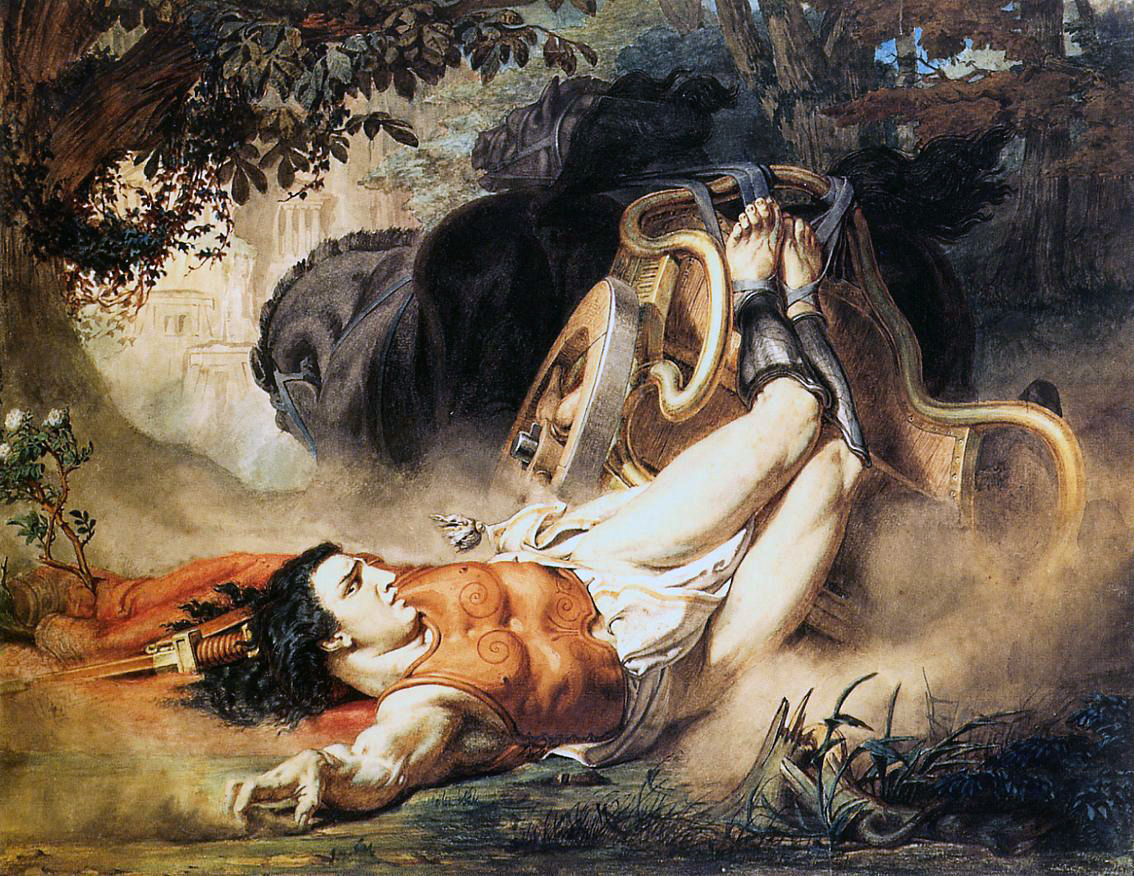
موت هيبوليتوس بريشة لورينس تديما

هيبوليتوس هي مسرحية للكاتب الإغريقي «يوربيديس» الذي يعد أحد الثلاث الكبار، كتاب التراجيديا الأغريقية «إسخيلوس، سوفوكليس». يتناول يوربيديس بهذه المسرحية سمات الشخصية المتطرفة بطريقة موضوعية، وإدراك كاتبها أين يكمن موضع الخطأ فيها، وأين يوجد الاختلال في التركيبة النفسية لصاحبها. خاصة أن التطرف سمة مذمومة بالحياة اليونانية والعقيدة اليونانية بوجه عام، ولكن في هذه المسرحية نجد أن التطرف مذموما حتي في السمو، لأن فضيلة الإنسان هي الاعتدال، وهي الفضيلة الممكنة بشريا بحك محدودية الإنسان ومحدودية قدراته، ولأن التطرف يتطلب تكوينا مخالفا للتكوين البشري الواقعي، وقدرات لا يملك الإنسان امتلاكها، ولو كان التطرف نوعا من التعالي علي الذات أو رغبة في الاندماج مع المطلق، فهو أمر يبدو حتي الآن محالا بسبب عدم امتلاك الإنسان لقدرات تمكنه من الوصول إلي قمة أو ذروة يسعى للتربع عليها بغير أن يحور مقومات ذلك.
شدت الأسطورة انتباه الأدباء والفنانين علي مدي العصور المتتالية. نظم الشاعر الإغريقي يوربيديس في منتصف القرن الخامس قبل الميلاد تراجيدتين الأولى بعنوان «هيبوليتوس المقنع» والثانية «هيبوليتوس المتوج»، كما نظم سوفوكليس تراجيديا ثالثة بعنوان فايدرا، ولم تصل لنا سوى شذرات قليلة من المسرحية الأولى والثالثة بينما وصل النص الثاني كامل.
ترجمت المسرحية للغة العربية في عام 2019، وذلك عن طريق المجلس الوطني للثقافة والفنون والآداب بالكويت.

## الحبكة
تدور أحداث مسرحية هيبوليتوس للكاتب المسرحي «يوربيديس» حول «هيبوليتوس» الشاب الذي يضع الولاء للربة أرتميس في مكان الصدارة من نفسه، في الوقت الذي لا يلقي فيخ بالا لتعاليم الربة أفروديت، بل إنه يمضي في تاديه إلي حد الاستهانة بسلطانها واحتقار عبادتها وشعائرها.
لقد كان هيبوليتوس يعزف عن جنس النساء برمته، ويمقته بصورة غير عادية، لأنه في نظره جنس يتنافى وتقاليد العفة والعذرية التي يقدسها.
و كان لزاما علي الربة أفروديت أت تؤكد سلطانها ومقدرتها لهذا المغتر، فتشعل نار الرغبة والاشتهاء في قلب زوجة أبيه فايدرا، وتحس الأخيرة من فورها نحوه بعاطفة جارفة.
و لأن فايدرا كانت تعلم أن مثل هذه العاطفة آثمة ومحرمة، فإنها تكبت عاطفتها، وتئد مشاعرها حتي ذبل عودها، وأصيبت بالسقم، واعتراها المرض. وتعلم مربيتها العجوز -و هي سيدة لا ينقصها الدهاء- بأن سيدتها تخفي عنها سرا خطيرا، وتحاول ستر أمر جلل، فتحتال عليها حتي تتمكن من حملها علي أن تبوح لها بسرها الدفين، خاصة وأنها تعلم أن المحبين هم أضعف الناس، وأقلهم قدرة علي كتمان أسرارهم.
و لأن المربية العجوز كانت تشفق علي سيدتها، مما جعلها تبذل كل ما بوسعها حتي تبلغ هيبوليتوس أمر هذه العاطفة الجارفة التي أهلكت سيدتها، عل قلبه يرق ومشاعره تلين ويشعر بالشفقة عليها، ولكن الشاب المغتر يقابل هذا التصريح من المربية بالنفور والاستنكار، ويرفض هذه العاطفة الشائنة رفضا قاطعا.
و حينما تعلم فايدرا برد فعله الغاضب يجن جنونها، وتشعر بالمهانة والمذلة لاحتقار عاطفتها، فتصمم علي الانتقام، وتهتدي إلي أن خير طريقة لذلك هي أن تقدم علي الانتحار، بعد أن تكتب رسالة لزوجها «ثيسيوس» والد هيبوليتوس، حيث أنه كان غائبا عن القصر أنذاك، تخبره بها أن إبنه قد أقدم علي الاعتداء عليها فانتحرت صونا لشرفها وكرامتها.
و حينما يعود الزوج يفاجأ بموت زوجته الغير متوقع، ويعلم بما حدث بعد قراءة الخطاب الذي تركته زوجته الراحلة، فتثور ثائرته علي ابنه، ولا يصغي لدفاعه عن نفسه. ولا لتوسلاته، بل يستمطر عليه اللعنات، ويتهمه بأنه يتستر خلف قناع العفة ليخفي أغراضه الدنيئة.
و يبتهل الوالد الحزين علي فقد زوجته، إلي الإله بوسيدون رب البحر أن ينتقم من ولده العاق، حيث إن هذا الإله كان قد وعد بتلبية ثلاث أمنيات يطلبها ثيسيوس منه.
و يخرج الشاب التعس مغضوبا عليه من الأب، مطرودا من القصر، منفيا عن المدينة. وبينما كان يقود عربته بحذاء الشاطئ وهو يفر من المدينة كالمجنون خرج وحش مخيف ساقه الإله بوسيدون من أعماق البحر وفتك بالشاب.
و يفد رسول ليعلن للوالد المكلوم أن ابنه الأمير قد تعرض لحادث دام، ثم يدخل أتباع الملك وهم يحملون هيبوليتوس جسدا مسجى الحياة والموت.
ثم تتجلي الربة أرتميس في صورتها الربانية للملك وابنه، وتعلن علي الملأ طهارة هيبوليتوس وبراءته مما نسب إليه في خطاب فايدرا زورا وبهتانا، وتواسي الربة الشاب التعس في مصابه وتنبهه إلي تطرفه في عبادتها، وهو تطرف أدى به إلي نكرانه سلطان الربة أفروديت وبقية الأرباب، مما أدي في النهاية إلي دماره.
و ينهار الوالد التعس حينئذ، ويطلب من ابنه الصفح، لكن الابن يجود بأنفاسه الأخيرة بين ذراعي الوالد المنهار 

## مفهوم الصراع بالمسرحية

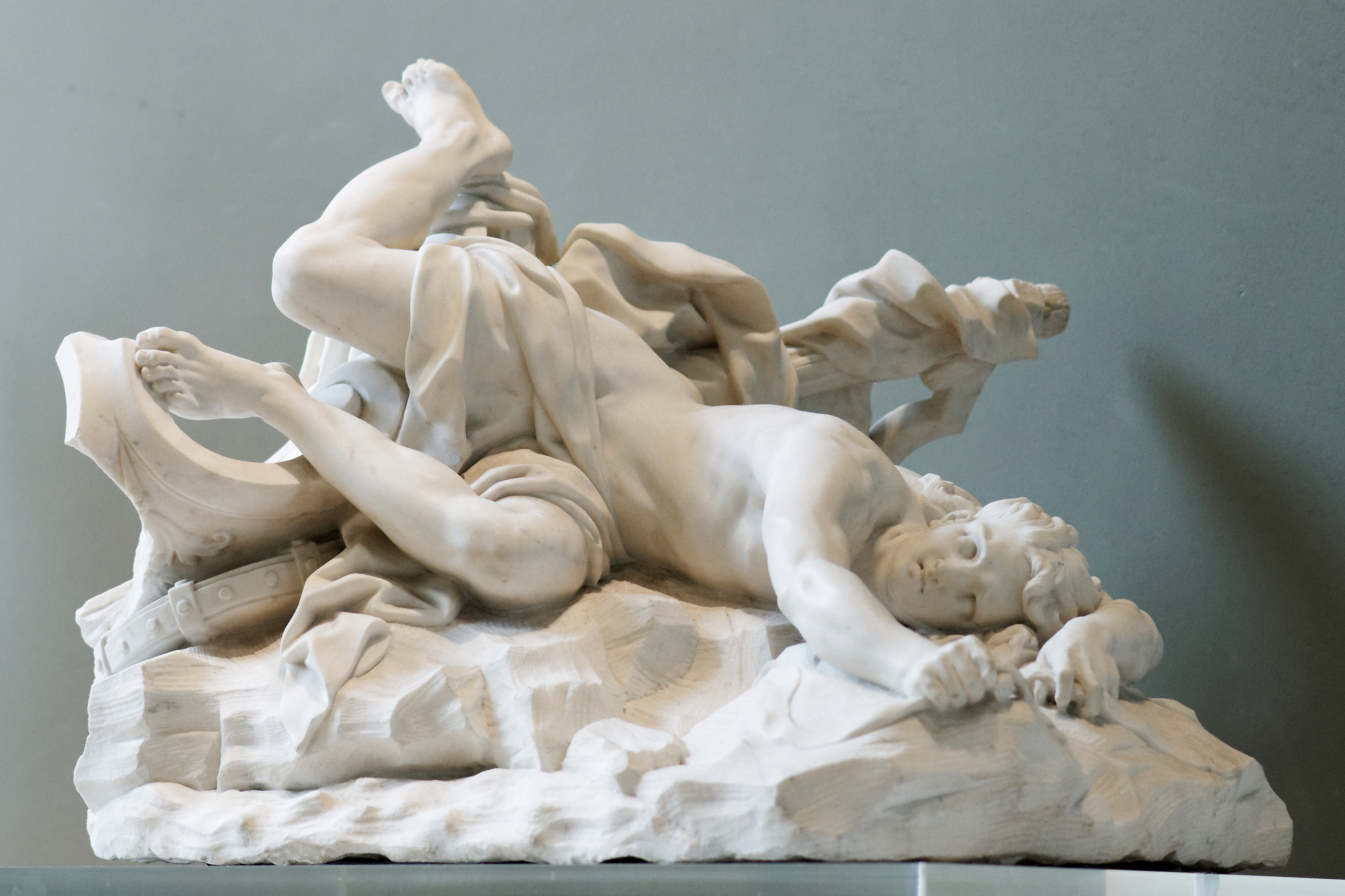
موت هيبوليتوس في منحوتة جان بابتيست ليموان في اللوفر

من الناحية الشكلية يمكن أن يتلخص الصراع بالمسرحية بين ربتين «أفروديت، أرتميس» أو بمعنى آخر بين الغريزة الجنسية والعفة أو الطهارة، حيث أن هيبوليتوس يقدس أحداهم وينكر سلطة الأخرى.
و لكن يوربيديس جعل هناك مستويات عدة وتأويلات تحملها المسرحية من بينها، التأمل في المشاعر المتباينة داخل النفس الإنسانية وذلك بداخل هيبوليتوس نفسه فما بين العفة والزهد والغريزة الطبيعية. ونستنتج من شخصية التي أنكبت علي طريق الصواب -من وجهة نظره- دون عقد المصالحة بين الرغبات التي تبدو متعارضه بداخله، وبدلا من اعتقاده بأن لكل رغبة منهما ضرورتها الحيوية وأهميتها في حياته، نجده ينقاد بكليته إلي أحداهما ويتمادى في تجاهل الأخرى لدرجة الازدراء، ومن هنا تنبع مأساته التي تنتهى بهلاكه.
و من هنا يوضح يوربيديس أن الخطأ البشري يكمن في التطرف الذي يمنع الإنسان من الفهم الصحيح لأي موقف، فيراه موقف خاطئ ولو كان هدفه الوصول إلي الأمور الخيرة الفاضلة. ومنه يوضح أن الإنسان كائن مركب لا يحتوى علي عناصر ذات اتجاه واحد، وأن عظمته تكمن في سر تلك التركيبة المعقدة التي تضم مختلف الاتجاهات جنبا إلي جنب بغير تعارض حقيقي.
عالجت المسرحية سمات الشخصية المتطرفة بطريقة موضوعية، وأوضح الكاتب أين يكمن الخطأ والاختلال في التركيبة النفسية للشخصية. سمة التطرف تعد من السمات المنبوذة بالعقيدة اليونانية والحياة اليونانية بشكل عام، رغم تصوير هذه السمة بالمسرحية أنها حميدة لصاحبها ولكن يصل بالنهاية لمصير مأساوي وذلك لأن فضيلة الإنسان هي الاعتدال-كما يريد يوربيديس تصويرها- . وهي الفضيلة الممكنة بشريا بحكم محدودية الإنسان ومحدودية قدراته، ولأن التطرف يتطلب تكوينا مخالفا للتكوين البشري الواقعي، وقدرات لا يملك الإنسان امتلاكها، ولو كان التطرف نوعا من التعالى علي الذات أو رغبة في الاندماج مع المطلق، فهو أمر يبدو حتي الآن محالا بسبب عدم امتلاك الإنسان لقدرات تمكنه من الوصول إلي قمة أو ذروة يسعى للتربع عليها بغير أن يحوز مقومات ذلك.

## البعد الأسطوري
تشتهر الأسطورة باسم أسطورة فايدرا التي عشقت هيبوليتوس ابن زوجها، وتمثل أسطورة فايدرا جزءا من مجموعة الأساطير التي تناقلها الإغريق عن ثسيوس أحد الملوك الأسطوريين لأثينا.
لم يكن هيبوليتوس مجرد شخصية أسطورية، لكنه كان موضوعا لعبادات محلية قامت في كل من أثينا وترويزون. كانت عبادة هيبوليتوس في ترويزون قديمة وهامة يشير يوربيديس إلي هذه العبارة علي لسان الربة أرتميس أبيات " 1423-1429" 
تنبع المسرحية من بعد أسطوري ويعود إلي «هيبوليتى» وهي امرأة أمازونية تنتمي لطائفة من النساء تتنكر لجنسها وتتشبه بالرجال، ومع ذلك فإن هذه الطائفة من «الأمازونيات» وهذه الطائفة تكره إيضا جنس الرجالو تمقته مقتا شديدا رغم تشبهها به. ومن أجل هذا الاعتقاد اعتزلت «هيبوليتى» ورفيقاتها الرجال، وعشن بمجتمع خاص بهن، وكرسن أنفسهن للحرب والقتال عن طريق تجاهل طبيعتهن الأنثوية، لدرجة أن كل واحدة منهن تخلصت من أحد ثدييها حتي لا يعوقها عن رمى السهام.
حيث بعد تولي ثيسيوس «والد هيبوليتوس» عرش أثينا حقق إنجازات لا حصر لها، إنجازات سياسية واقتصادية وعسكرية ومن بين إنجازاته العسكرية إخضاع مملكة الأمازونيات، هذه المملكة التي تعبد الربة أرتميس «ربة العفة والصيد والعذرية» ويتجاهن عبادة الربة أفروديت، وكانت ملكة المملكة أنذاك هي هيبوليتي، بعد غزو ثيسيوس للمملكة وجدت هيبوليتي نفسها وجها لوجه أمام ثيسيوس، عشقته من أول نظرة وذلك بعد إلقاء الربة أفروديت بسهام الحب في قلبها نحوه عقابا لها علي تشبثها بعبادة الربة أرتميس، تزوجا وانجبت هيبوليتي «هيبوليتوس» ثم ماتت. فأصبح ثيسيوس بلا زوجة فتذكر زوجته الأولى «أريادنى» ولكنها تزوجت من الإله ديونيسوس، فقرر الزواج من أختها فايدرا، فهي تشبه أختها بكل شئ، احبت فايدرا ثيسيوس وانجبت له ولدان «أكاداماس، ديموفون» ورأي ثيسيوس أن ولديه من فايدرا أحق بالحكم من بعده، فقرر التخلص من ابن الأمازونية هيبوليتي، فأرسله للعيش في بلاط جده «بيتثيوس» في «ترويزن» وهكذا عاش هيبوليتوس بعيدا عن والده، وقضي حياته في عبادة الربة أرتميس وسلك مسلك والدته وتجاهل الربة أفروديت، فغضبت منه الربة أفروديت كما غضبت من والدته وقررت الانتقام منه كما فعلت سابقا 
أقام هيبوليتوس في ترويزن وكرس حياته للصيد وممارة الرياضة وعبادة الربة أرتميس، وأقام معبدا جديدا لها، هذا السلوك زاد من غضب الربة أفروديت، وقررت الانتقام. وذلك خلال الاحتفالات بأعياد إليويس ظهر هيبوليتوس في ثياب بيضاء ناصعة، ممشوق القوام وقوى البنية وبهي الطلعة، يسير هو ومجموعة من الشباب من هواة الصيد والرياضة، هذه الاحتفالات التي ذهبت لها فايدرا أيضا وذلك بتدبير من الربة أفروديت وهناك قذفت الربة أفروديت بسهام العشق بقلب فايدرا، واحبت فايدرا هيبوليتوس، في المقبل لم يرها هيبوليتوس ولم يرَ أي امرأة حيث أنه عازف عن النساء جميعا. وبعد انتقال هيبوليتوس للعيش مع والده بأثينا أصبحت اللقاءات بينهم أكثر مما زاد من رغبة فايدرا نحوه، بهذا الوقت لم يكن ثيسيوس بأثينا بل كان مع صديقه بيريثوس برحلة.
استخدم يوربيديس هذا البعد الأسطوري ليكون خلفيته ليبدأ مسرحيته، وهذا من خلال نسب هيبوليتوس بطل المسرحية، وهو ابن هيبوليتى. ومن انكار الأم لطبيعتها الأنثوية، وبسبب ذلك نشأ هيبوليتوس علي التجاهل العكس لطبيعته، وصار رجلا يمقت الجنس المخالف له وهو جنس النساء. رغم هذا لم يرد يوربيديس لاستخدام هذا النسب فقط كاسقاط لحالة البطل المأساوية، بل جعله خلل نفسي نابع من شخصيته.

## الشخصيات[15]
الترتيب حسب الظهور بالمسرحية
- أفروديت: ربة الحب والجمال والشهوة.
- هيبوليتوس: ابن الملك ثيسيوس من إحدى الأمازونيات وهي زوجة سابقة للملك.
- التابع: واحد من رجال هيبوليتوس.
- الجوقة: وينقسم إلي

1. جوقة (1) وهم الصيادين أي رفاق هيبوليتوس.
2. جوقة (2) وهن جوقة الترويزينيات «رفيقات فايدرا».

- المربية: مربية فايدرا العجوز ومعها منذ الصغر.
- فايدرا: زوجة الملك ثيسيوس الحالية.
- ثيسيوس: ملك أثينا وترويزين ووالد هيبوليتوس.
- الرسول: واحد من خدم هيبوليتوس.
- أرتميس: ربة الصيد والزهد والعفة.
- شخصيات أخرى «أتباع، خدم، وصيفات».

## تحليل الشخصيات

### هيبوليتوس
لقد أظهر يوربيديس جانبا أساسيا من شخصية هيبوليتوس، وهو الجانب الذي يوضح تطرفه في التزام العفة والطهر، وهو مسلك دفعه في الواقع إلي تجاهل بقية الجوانب الأخرى التي تشكل وجوده، ومنها الجانب العاطفي. ويري الكاتب أن هذا السلوك غير طبيعي. فكما أن لكل رب أو ربة ميدانه الذي ينبغي علي البشر أن يقدسوه من أجله، ويقروا بسلطانه فيه، كذلك فإن لكل جانب من جوانب الحياة البشرية ضرورته الحيوية من أجل استمرار الحياة الإنسانية.
هذا السلوك من جانب هيبوليتوس قد دفع به دفعا إلي المأساة، فحتي لو لم تتدخل زوجة أبيه بمثل هذه الصورة في حياته، فسيصل بطريقه أو بأخرى للهلاك. ورغم أن يوربيديس يدين مسلك هيبوليتوس ويبين اختلاله إلا أنه في الوقت نفسه يؤكد سموه ونبله كشخصية تراجيدية في أكثر من موضع، فعلى سبيل المثال أعطانا المؤلف الإحساس بالسمو في تصرف البطل حينما فوجئ باتهام هو منه برئ، فجعل دفاعه عن نفسه دون كلمه واحده من شأنها أن تدين زوجة أبيه أو تدنس شرفها رغم أتهامها له بالباطل. وبذلك اكتملت صورة هيبوليتوس التراجيدية بالمسرحية، حيث أن البطل التراجيدي يتحمل المعاناة بغير أن يتزعزع، وهو سام في سقطته كما هو سام في نواحي حياته الأخرى، كما أن خطأه لا يتناقض مع سموه، ولا ينتقص من قدره.
إن الغطرسة التي انساق إليها هيبوليتوس تعود إلي شعوره بالتفوق، وهو شعور تولد لديه من تمسكه بالطهارة والعفة إلي درجة الهوس، وهو هوس ديني ملك عليه لبه ومنعه من رؤية الأمور بشكل سليم. لقد تنكر هيبوليتوسللعاطفة التي وجد عن طريقها في الحياة، العاطفة التي بها استطاع الإنسان تعمير الكون. إن خطيئة هيبوليتوس ليست مجرد انحراف بالغريزة عن مسارها الطبيعي ، بل هي تجاهل تام لها رغم ضرورتها في حياة البشر.

### فايدرا
فايدرا هي امرأة تعيسة بكل المقاييس ، لأنها -من ناحية- فريسة لرغبة جامحة عارمة لا يد لها فيها ، حيث إنها مسلطة عليها من قبل الربة أفروديت، ومن ناحية أخرى كان عليها أن تقاوم عاطفتها ، حيث إنها عاطفة آثمة تجاه من هو محرم عليها حبه.
و لكن فايدرا تشعر بالمهانة والإذلال حينما تتبين أن الشاب الذي تهيم به حبا متعجرف صلب ، حيث كان بوسعه ردها بلطف ويعينها علي نسيان عاطفتها وأن يقدر ضعفها الأنثوي ، لكنه تعالى عليها وثار في وجه عاطفتها ، مما جعلها عرضة للافتضاح. إن كرامتها الأنثوية الجريحة تدفع بها رغما عنها إلي الانتقام ، وإلي تدمير خصمها ، لكن دمار هذا الخصم لم يكن له أن يتم دون أن تدمر ذاتها قبل تدميره. ومن هنا جائت فكرة الانتحار كخلاص لهمومها ، وشفاء لعاطفتها المدمرة ولحبها الذي صار بلا جدوى ، وكانتقام ممن أهان أنوثتها واحتقر مشاعرها.
وظف يوربيديس موتها بالمسرحية فهو تدليل علي حماقة هيبوليتوس وإن فايدرا ما هي إلا أداة بريئة ارادت الربة أفروديت أن تبرهن من خلالها علي سلطتها. أما بقاء هيبوليتوس علي قيد الحياة بعد موتها فوظفه يوربيديس لتحقيق عملية العقاي بعد سقوط هيبوليتوس في الخطأ التراجيدي وهو التطرف.
حرص يوربيديس علي أن يصور فايدرا امرأة عفيفة سامية الخلق في المقام الأول: فحينما تقع تحت تأثير الربة أفروديت وحينما تحس بالرغبة المحمومة تجاه هيبوليتوس، تكبت من فورها تلك الرغبة لأنها آثمة ومحرمة ، ولأنها بوصفها سيدة فاضلة تعتبر أن مثل هذه العاصفة نزوة وخطيئة لا يليق بها الانحدار إليها ، ولكن هذا الكبت لمشاعرها التي استبدت بها ، وسيطرت عليها ، يدفعها إلي الوقوع فريسة للعذاب والمعاناة ومن ثم للمرض الجسدي. وحينما تعلم فايدرا بانكشاف سرها للشاب ورفضه لعاطفتها باحتقار ، شعرت بالغضب فنسيت تعقلها ومقاومتها للعاطفة وسعيت للانتقام.
غياب فايدرا من مسرح الأحداث باكرا لا يعد خطأ بل هو للتركيز علي مأساة هيبوليتوس، ففايدرا ما هي إلا أداة لإنزال الدمار الذي قدرته الربة أفروديت علي البطل. وما يشكل أهمية هو دمار هيبوليتوس لا دمار فايدرا، حيث أن الأول يخضع لقانون الإثم الأرسطي في حين لا تخضع له فايدرا.

### ثيسيوس
هناك شخصية ثالثة تقف بين الشخصيتان الرئيسيتين وهي «ثيسيوس» الوالد والزوج ، حيث أنه فقد ابنه وزوجته في آن واحد ، فهو الذي وقع فريسة لحب زوجته فصدق خطابها المزعوم ، وجنى علي ولده التعس. أهمية هذه الشخصية نابعة من الصلة التي تجمعها بكلتا الشخصيتان -طرفي الصراع-.
كما أن شخصية ثيسيوس قد بنيت بمهارة رغم حضورها القليل ، كان تصرف منطقي سواء عند فجيعته لفقد زوجته ، أو عند صدمته في سلوك ولده، أو عند حسرته وندمه بعد ما تبينت له براءة هذا الابن ، غير أن يوربيديس يريد من خلال شخصية الأي تجسيد جزءا من معاناة هيبوليتوس، فالاتهام الظالم الذي وجهه ثيسيوس إلي ابنه ، والعقاب الذي حل بذلك الابن التعس يجعل تعاطفنا يزداد علي البطل بعد إحساسنا بالاستياء من تكبره وبالنفور من صلابه بالبداية.
إن قسوة الأب وتحامله علي الابن توضح الجانب الآخر من شخصية هيبوليتوس، وهو الجانب الذي يتضح به نبله وسموه الخلقي ، الذي جعله يأبى أن يثبت براءته عن طريق تدنيس شرف زوجة أبيه. وظهر هذا بوضوح عن طريق مسلك الأب المتدرج من إبنه.

### المربية العجوز
أما المربية فرغم أنها شخصية ثانوية إلا أن يوربيديس جعل لها أهمية ما ، فأحاديثها تحمل قدرا من المرح والحيوية. وهي امرأة عجوز لا ينقصها الدهاء الذي يصل بها أحيانا إلي حد المكر ، ولكنها مع ذلك أمينة علي سر سيدتها ، إذ حافظت علي كتمانه لفترة طويلة دون أن تنبس ببنت شفة. ولم تبح بسرها للشاب إلا عندما أسقط في يدها وخافت علي سيدتها من الهلاك ، فاضطرت رغما عنها لمصارحة الشاب ، رغبة منها في أن تظفر منه بما يشفي سيدتها من رغبتها المستبدة.
تعد الشخصية رغم صغر الدور لكنها ضرورية فهي شخصية وظيفية محركة للحدث من خلال ما كشفته من سر خفى لسيدتها ، كذلك تدفع الأحداث الدرامية قدما إلي الأمام ، وتساهم في بلوغها هدفها المرسوم .

### الجوقة
دائما ما ترسم الجوقة لدي يوربيديس بأناشيدها الرائعة لوحة خلابة جميلة ، تصلح كخلفية للأحداث ، لكنها مع جمالها الفني تكون عادة- بعيدة عن ربط الأحداث ببعضها كما يفعل سوفوكليس. يضع يوربيديس جوقتين بالمسرحية لا واحدة ، إحداهما مصاحبة لهيبوليتوس وتتعاطف معه علي الدوام ، والأخرى مرافقة لفايدرا وتشاركها رغباتها وتتفهم موقفها.
نجح يوربيديس من خلال هذا الاستخدام المزدوج في أن يكسب أحداث المسرحية صفة التضاد ، وأن يضفي في الوقت نفسه حيوية دافقة علي حالة الشخصيات النفسية. ويري بعض النقاد أن الكثير من أغاني الجوقة لدي يوربيديس كانت هروبية ، وتحمل حلم الشخصية ورغباتها الكامنة في التخلص من واقعها المأساوي وتطلعها إلي واقع آخر تخيلي وتعتقد أنه أفضل لها بطبيعة الحال.

## الزمان
يعود زمن المسرحية إلي ما قبل التاريخ الإغريقي.

## المكان[24]
قصر الملك ثيسيوس، في مدينة " ترويزن.

### الديكور
تظهر واجهة القصر الفخم الضخم ، في أحد جانبى المسرح تمثال للربة أفروديت، والجانب الآخر تمثال للربة أرتميس.

## السمات الفنية بالمسرحية
تتضح في هذه المسرحية خصائص يوربيديس الفنية ، خاصة ما يتعلق منها بالمقدمة ودور الجوقة. فالمقدمة قد صيغت بمهارة علي لسان الربة أفروديت، حيث لخص بها يوربيديس خلفية أحداث المسرحية، ومهد للفعل الدرامي الذي سيعرض علي المشاهدين بصورة تفصيلية بعد ذلك.
تعد أحد سمات يوربيديس الفنية أنه يجعل البرولوج أو المقدمة تلقي علي لسان أحد شخصيات العمل سواء كانت شخصية بشرية أو إلهية. تظهر الربة أفروديت في مقدمة المسرحية وتظهر الربة أرتميس في الختام ، حيث أنهم شخصيات بالمسرحية. يستخدم يوربيديس الشخصيات الإلهية لتكون رموز للقوى الداخلية للإنسان كما أنه يجسدها في الصورة الإلهية ويجعلها شخصيات حتي يحقق للدراما الحيوية ، ومن خلالها يتضح للجمهور جزء كبير من المعرفة عن خلفية الأحداث.
كذلك يلجأ يوربيديس بالنسبة لأحاديث الرسل والإسهاب في الوصف ، إلي التأثير البلاغي علي السامعين ، وطريق مميزة يستخدمها ، إذ يعتقد أن التفصيل في الوصف ، والأسهاب في السرد مع تنوعه -يمنح أحاديث الرسل جاذبية- ، ويضفي عليها حيوية تجعل المشاهد يتقبلها باهتمام ، ولا يعرض عنها ، أو، يمل من متابعتها.

## تناولات أخرى
في فرنسا نظم فيليب كوينو (1635-1688)تراجيديا غنائية في خمسة فصول بعنوان «ثيسيوس»، حيث وضع موسيقاها الموسيقار لوللي ، وعرضت لأول مرة عام 1675 . ثم كتب جان راسين (1639-1699) تراجيديا بعنوان «فايدرا» وعرضت لأول مرة 1677 . كما كتب في نفس العام بيقولاس برادو (1632-1698)تراجيديا بعنوان «فايدرا وهيبوليتوس» لينافس بها تراجيديا راسين. كما كتب الناقد الروائي والكاتب المسرحي أندريه جيد (1869-1951)-الذي حصل علي جائزة نوبل في الأدب عام 1947- رواية نثرية بعنوان ثيسيوس وظهرت عام 1946.
في بريطانيا كتب إيموند سميث في عام 1706 تراجيديا بعنوان فايدرا وهيبوليتوس وهي إعداد لتراجيديافايدرا لراسين. وفي عام 1733 وضع جان فيليب رامو (1683-1764) موسيقى أوبرا هيبوليت وأريسى من تأليف القديس بللبجرين. في عام 1873 وضع جول مارسينيه افتتاحية موسيقية لتراجيديافايدرا لراسين، وفي عام 1900 وضع موسيقى الخمسة أجزاء أخرى للتراجيديا.
في عام 1926 وضع آرثر هونيجر الموسيقى التصويرية لنص فايدرا لمؤلفها دانونزيو. في عام 1950 وضع جورج أوريك موسيقى لباليهتراجيديا تأليف جان كوكتو (1892-1963). وفي عام 1975 وضع بنيامين بريتين (1913-1976) لحنا لترجمة فايدرا لراسين التي قدمها روبرت لوويل وعرضت في عام 1976.